# Viaducto de Hierro (Soria)
El viaducto de hierro se encontraba en la ciudad de Soria (España). Se construyó para salvar el valle del río Golmayo por la línea del ferrocarril Torralba-Soria.

## Historia
El ferrocarril Torralba-Soria llegaba originalmente a la estación de San Francisco de Soria a través de este viaducto metálico de 150 m que cruzaba el río Golmayo construido en 1890. El material fue construido en Lieja (Bélgica) y fue montado por operarios belgas. Con la construcción de la estación de El Cañuelo de la línea Santander Mediterráneo, se construyó un empalme que las unía. Tras la Guerra Civil, se inauguró la línea Soria-Castejón, tomando como base de partida El Cañuelo. 

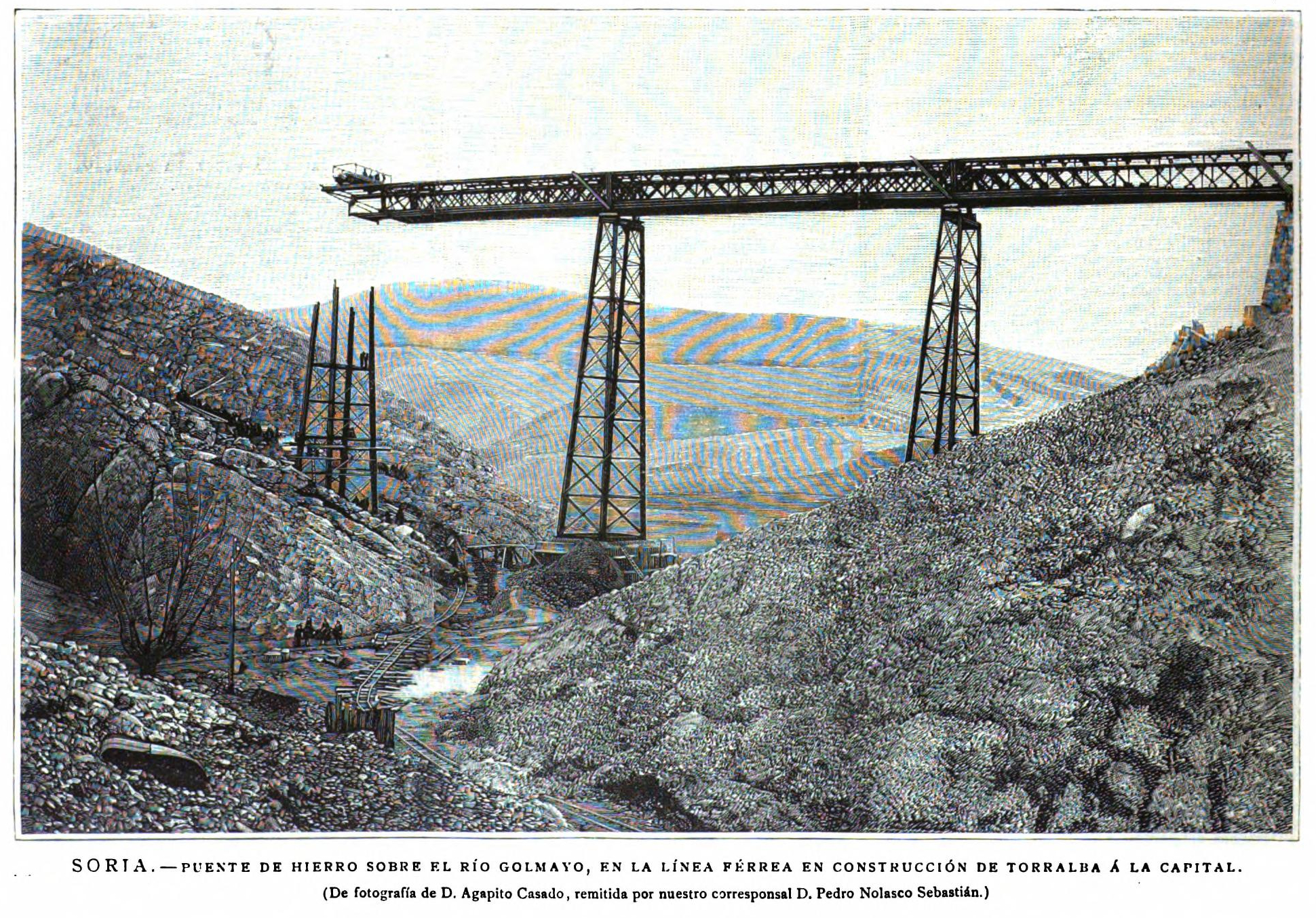
Vista del puente en construcción en un grabado a partir de fotografía de Agapito Casado

En los años 1940, se construyó el viaducto de hormigón que permitía que los trenes procedentes de Torralba pudieran entrar a El Cañuelo sin pasar por San Francisco. Esto se debió a varias cuestiones. San Francisco era una modesta estación término con apenas tres vías, una rotonda y un edificio de viajeros, y para el tráfico generado por Soria, no eran necesarias dos estaciones. Por otro lado, las circulaciones eran algo engorrosas, así como las maniobras con las escasas mercancías, ya que llegado el tren de Madrid a Soria-San Francisco, debía retroceder a Soria-El Cañuelo para luego continuar en el sentido original hacia Castejón y después a Pamplona. 
Con esto, la Estación de San Francisco pasó a un segundo plano porque el verdadero centro de movimiento estaba en El Cañuelo. En los años 1960, se demolieron San Francisco y el viejo viaducto, quedando El Cañuelo como estación término del Torralba-Soria.

## Descripción
La longitud del viaducto era de 150 m y tenía un ligero desnivel entre sus dos extremos. Estaba constituido por cinco tramos, siendo los tres centrales de 32,5 m de luz y los dos laterales de 26 m de luz. Los pilares constaban de dos partes, una de fábrica de sillería, cuyo cuerpo alcanzaba una altura de 4 m sobre el zócalo, y otra metálica en forma de castillete, de 31,85 m de altura en las tres primeros pilares y de 15,93 m en el otro.
En la actualidad únicamente se conservan los arranques de sillería de los pilares.